# Rob Van Dam & Sabu
Rob Van Dam & Sabu es un lucha libre profesional equipo en parejas que a menudo compiten en Extreme Championship Wrestling y WWE's ECW marca . Mientras formaba equipo en el ECW Originals, el dúo fue dirigido por Bill Alfonso.

## Historia

### Extreme Championship Wrestling (1997-1999)
Rob Van Dam y Sabu se conocieron por primera vez en diciembre de 1989 y se hicieron amigos íntimos. La pareja comenzó como enemigos en Extreme Championship Wrestling (ECW), cuando Rob Van Dam debutó en 1996. Ambos hombres fueron entrenados por el tío de Sabu, The Sheik, y los fanáticos querían verlos uno frente al otro ya que ambos utilizaron el alto vuelo, Técnicas temerarias.
En 1997, eventualmente se convirtieron en un equipo de etiqueta a medida que iban por el Campeonato del Mundo de Equipos de Etiqueta de ECW . En ECW Barely Legal, Bill Alfonso traicionó a Taz y se unió a Van Dam y Sabu. Cuatro meses después, Van Dam ayudó a Sabu a vencer a Terry Funk en un partido de alambre de púas para capturar el Campeonato mundial de peso pesado de ECW. Después de que Sabu perdió el cinturón en un baile a tres bandas con Terry Funk y Shane Douglas en ECW Hardcore Heaven, Sabu y Van Dam se unieron a Jerry Lawler en su cruzada para "matar" a ECW. Cuando la cruzada no en última instancia, Sabu, finalmente, puso su mirada en Bam Bam Bigelow 's Campeonato Mundial de Televisión de ECW. Así que Bill Alfonso ayudó a programar un partido entre Bigelow y Van Dam, para que este último pudiera "ablandar" a Bigelow antes de que Sabu lo enfrentara en Wrestlepalooza 1998. Cuando Sabu interfirió en el partido, sin embargo, "accidentalmente" ayudó a Van Dam a ganar el título. , entonces los dos se enfrentaron en Wrestlepalooza . El partido terminó en un sorteo de 30 minutos, impidiendo que el título cambiara de manos. Un mes más tarde, los dos capturaron el Campeonato del Mundo Tag Team ECW cuando derrotaron a Chris Candido y Lance Storm . Como campeones, Sabu y Van Dam se enfrentaron a todos los rivales, incluidos Jinsei Shinzaki y Hayabusa en Heat Wave 1998 en Dayton, Ohio.. Perdieron los títulos ante The Dudley Boyz en octubre de 1998; sin embargo, aun así volvieron a recuperarlos del Dudleyz en diciembre en el Supershow ECW / FMW .
Después de que perdieron los títulos de nuevo ante The Dudley Boyz, se formaron The Impact Players y comenzaron a atacar a Sabu y Van Dam. Cuando Sabu se rompió la mandíbula, los jugadores de Impact finalmente lo prohibieron debido a su lesión y porque era demasiado "peligroso" o "violento". Sabu regresó, y después de su derrota ante Justin Credible en Anarchy Rulz 1999, Sabu comenzó a atacar a Van Dam porque todavía estaba celoso de que Van Dam fuera el campeón Mundial de Televisión de ECW, y se enfrentarían en Guilty as Charged 2000. Sabu proclamó Antes del partido que si no podía ganar el cinturón, dejaría la ECW. Esa noche, Van Dam derrotó a Sabu con el Five Star Frog Splash , obligando a Sabu a abandonar la compañía.

### World Wrestling Entertainment (2005–2007)
Varios años después de que ECW se retirara, Rob Van Dam y Sabu se reunieron en World Wrestling Entertainment (WWE) y produjeron una noche de One Night Stand en 2005, cuando Van Dam ayudó a Sabu a derrotar a otro exluchador de ECW, Rhyno. Cuando ECW se convirtió en la tercera marca de la WWE (para Raw y SmackDown), Van Dam y Sabu se convirtieron en una parte importante del espectáculo y se unieron en varias ocasiones, incluyendo un partido de Reglas extremas contra Test y Mike Knox el 5 de septiembre de 2006. se convirtió en parte de ECW Originals estable en 2006 que se enfrentó con The New Breed. El 31 de marzo de 2007, Van Dam y Sabu e indujeron El jeque original en el Salón de la Fama de la WWE. La noche siguiente, en WrestleMania 23, ECW Originals derrotó a The New Breed pero continuó luchando contra ellos hasta la primavera. En mayo de 2007, Sabu fue liberado de la WWE. El contrato de WWE de Van Dam expiró en junio de 2007, y decidió no renovarlo.

### Total Nonstop Action Wrestling/ Impact Wrestling (2010, 2019)
El 8 de agosto de 2010, Sabu regresó a Total Nonstop Action Wrestling (TNA) en Hardcore Justice, donde fue derrotado por Rob Van Dam en el evento principal de la noche. Van Dam y Sabu se unieron a EV 2.0 , un establo formado por exluchadores de ECW. En el episodio del 21 de octubre de TNA Impact! , Van Dam y Sabu fueron derrotados en un partido de equipo por Beer Money, Inc. (James Storm y Robert Roode), luego de que Sabu accidentalmente golpeara a su propio compañero con una silla. Después del partido, Van Dam y Sabu comenzaron a empujarse mutuamente, antes de ser divididos por el resto de EV 2.0. En noviembre de 2010, Sabu fue liberado de TNA, al igual que Van Dam en marzo de 2013.
El 8 de febrero de 2019, se reveló que tanto Rob Van Dam como Sabu volverían a TNA, ahora llamado Impact Wrestling, en su siguiente evento de pago por visión United We Stand. En el evento del 4 de abril de 2019, el equipo marcará por primera vez desde 2015, frente a Lucha Bros (Pentagón Jr. y Fénix).

## Campeonatos y logros
- Extreme Championship Wrestling
  - ECW World Television Championship (1 vez) – Rob Van Dam
  - FTW Heavyweight Championship (1 vez) – Sabu
  - ECW World Tag Team Championship (2 veces)

- Datos: Q65160141